# ريد بل (شركة)
شركة ريد بُل ذات المسؤولية المحدودة (بالألمانية: Red Bull GmbH) هي شركة خاصة نمساوية متخصصة في إنتاج مشروبات الطاقة.

## خلفية تاريخية
تأسست عام 1987 بواسطة رجل الأعمال والملياردير النمساوي ديتريش ماتيشيتز.
تولى مارك ماتشيتز, إدارة الشركة في عام 2022 بعد وفاة والده "ديتريش" الذي أسس الشركة. وقام بتعيين إدارة جديدة, وفي 2023 تلقى وريث شركة "ريد بول", مارك ماتشيتز, توزيعات أرباح بقيمة 582 مليون يورو (615 مليون دولار) كأول دفعة له منذ أن ورث إمبراطورية مشروب الطاقة من والده .

## ريد بُل والرياضة
تمتلك ريد بل عدة أندية كرة قدم وذلك بهدف نشر علامتها التجارية حول العالم والارتباط بالأنشطة التجارية والرياضية. وتمتلك الفرق التالية:
- ريد بل زالتسبورغ
- إف سي ليفرينغ
- آر بي لايبزيغ
- نيويورك ريد بولز
- ريد بل براغانتينو
- ريد بل براغانتينو ب (ريد بل برازيل سابقا)
- ريد بل غانا (تم حله عام 2014)

كما تمتلك فريقين لرياضة سباق السيارات فورمولا 1 هما:
- ريد بل
- سكوديريا تورو روسو

## وصلات خارجية
- الموقع الرسمي بالعربية